# SUMCO
株式會社SUMCO是日本的一家半導體材料生產商，總部位於東京都港區。
該公司於2006年併購原屬小松製作所的小松電子金屬，並以小松電子金屬為主體成立子公司SUMCO TECHXIV，同時也藉由SUMCO TECHXIV持有台塑勝高科技（台勝科）近半數的股權。若將相關企業合併計算，SUMCO是世界第二大的矽晶圓製造商，與同樣位於日本的信越化學工業二社占據全球約60%的晶圓生產量。

## 沿革

### 年表
- 1999年 - 住友金屬工業、三菱材料與三菱矽材料共同出資，成立株式會社聯合矽製造。
- 2002年 - 聯合矽製造和三菱矽材料合併，同時整併住友金屬工業的矽製造業務，更名三菱住友矽株式會社。
- 2005年 - 商號變更為株式會社SUMCO，並於東京證券交易所上市。
- 2006年 - 將小松電子金屬納入旗下。
- 2007年 - 成為日經225的成分股。
- 2008年 - 小松電子金屬完全子公司化，並改組為SUMCO TECHXIV（日语：SUMCO TECHXIV）。
- 2017年 - 宣布投資436億日圓擴產[4]。

## 企業據點

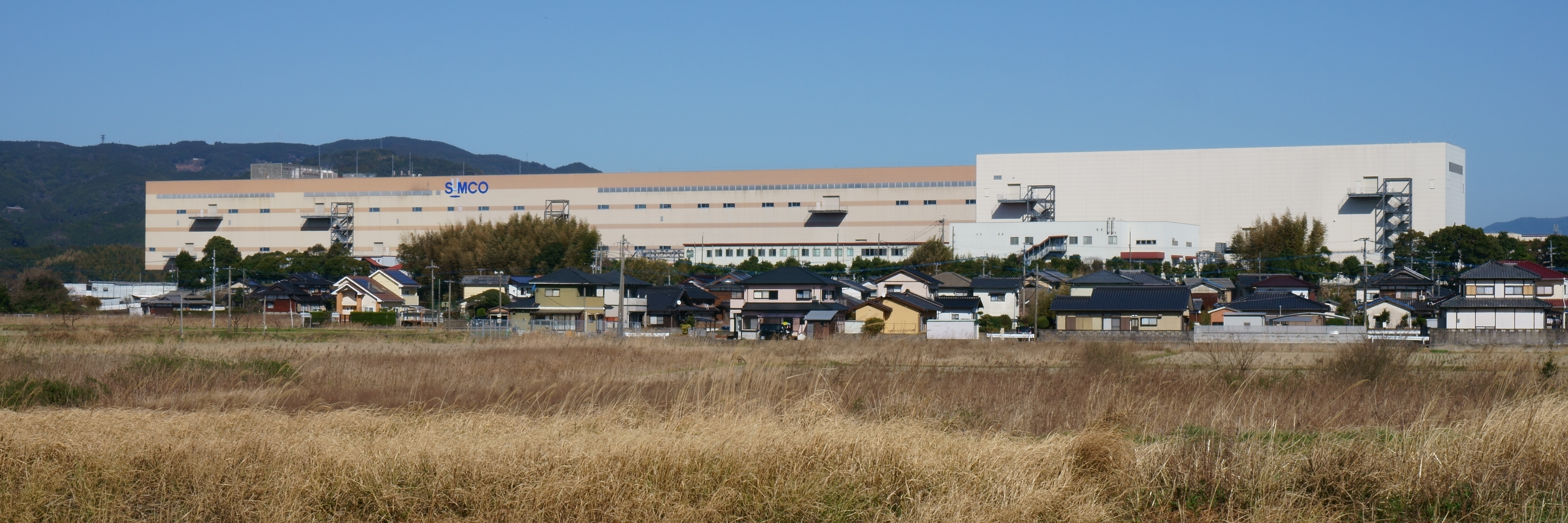
九州事業所伊萬里工廠

### 營業據點
- 東京營業所（東京都港區）
- 大阪營業所（大阪府大阪市）
- 福岡營業所（福岡縣福岡市）

### 製造據點
- 九州事業所（佐賀縣伊萬里市）
- 九州事業所（佐賀縣杵島郡）
- 米澤工廠（山形縣米澤市）
- 千歲工廠（北海道千歲市）
- JSQ事業部（秋田縣秋田市）

### 來源
1. ↑   (PDF). FST CORPORATION.   [2018-10-23]. （原始内容存档 (PDF)于2018-10-23）.
2. ↑  . 自由時報. 2018-02-08  [2018-10-23]. （原始内容存档于2018-10-23）.
3. ↑  . Rakuten Securities,Inc. 2017-12-22  [2018-10-23]. （原始内容存档于2018-10-23）.
4. ↑  . 佐賀新聞. 2017-08-09  [2018-10-23]. （原始内容存档于2018-10-23）.

## 外部連結
- 株式會社SUMCO官方網站（页面存档备份，存于）